# Tetiaroa

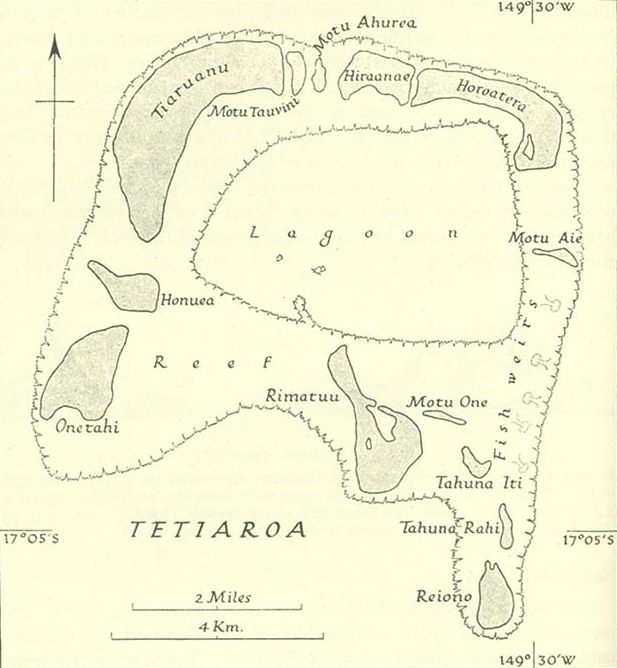
Tetiaroa

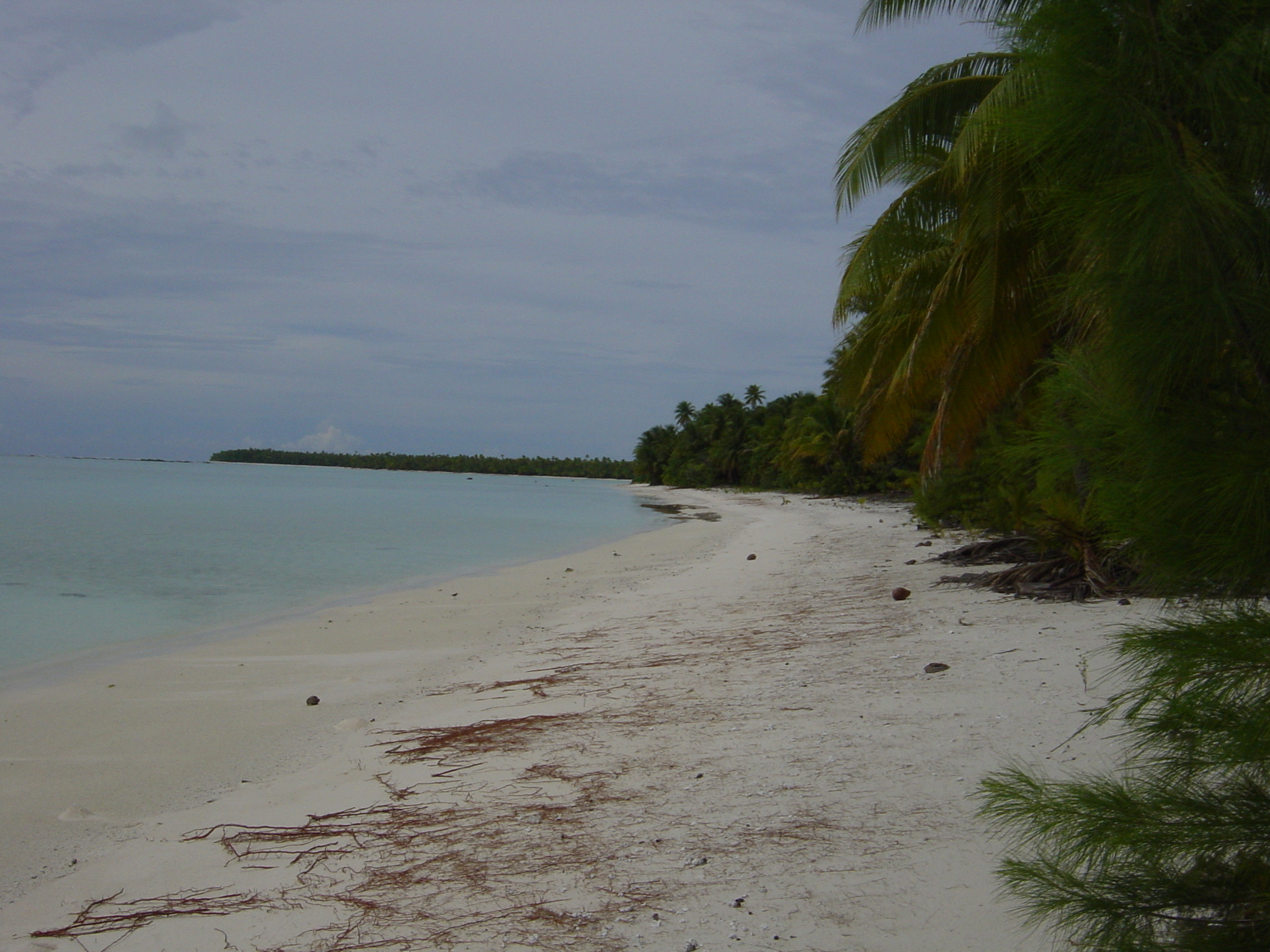
Onetahi

Tetiaroa egy magántulajdonban lévő, 6 km²-es atoll 59 km-re északra Papeete városától, a Szél felőli szigetcsoportban, amely a Társaság-szigetekhez tartozik Francia Polinéziában. A 13 motuból (kis sziget) álló Tetiaroa leginkább arról ismert, hogy az egykori híres amerikai filmszínész, Marlon Brando tulajdona volt. Ezzel szemben sosem volt a színész teljes tulajdona az atoll, csupán 99 évre kapta kölcsönbe Francia Polinéziától. A szigeten 35 privát villa áll, amelyek mind teljesen önellátó, megújuló energiaforrásokkal vannak ellátva (elektromos áramot napelemekkel és kókusz olajból állítanak elő). Tetiaroa kulturális szempontból fontos a polinéz emberek számára is, akik évszázadokig jártak a szigetre. A szigeten oktatás folyik és környezetvédelmi kutatásokat is végeznek. Jelenleg a repülés tilos a szigetre, csupán a Papeete-ből induló katamaránokkal lehet eljutni Tetiaroára.
"Tetiaroa" egy polinéz szó, melynek jelentése "aki külön áll" vagy "tartja a távolságot".

## Földrajz
Az atoll Tahititől 53 km-re északra található, amely egy 6 km²-es területen fekszik. A közel 600 hektáros homokos földterület 13 motuból (szigetecske) áll, melyek felszíne változó. Lagúnája 7 km széles és 30 méter mély. Az atoll körül a zátony sehol sem nyitott, így a hajózás szinte lehetetlen.
Az atollhoz tartozó kis szigetek órajárás szerinti sorrendben, a délnyugati saroktól kezdve a következők:
1. Onetahi
2. Honuea
3. Tiaruanu
4. Motu Tauvini (Tauini)
5. Motu Ahurea (Auroa)
6. Hiraanae
7. Horoatera (Oroatera)
8. Motu Aie
9. Tahuna Iti
10. Tahuna Rahi
11. Reiono
12. Motu One
13. Rimatuu

## Története
A Tetiaroa atoll speciális helyet jelent az emberek számára Francia Polinéziában. Majdhogynem “szent hellyé” vált az itteni emberek szemében. Tetiaroa korábban a Pomare családé volt, akik Tahitit uralták. A királyi család hűséges embereinek gondozásra bérbe adta Tetiaroát.
A királyi család tagjai rendszeresen jártak ide, amikor kikapcsolódásra és csöndre volt szükségük. Úgy tartják, hogy a család női tagjai enni (súlyt növelni) jártak az atollra és hogy elbújjanak a nap elől, hogy bőrük színét kissé világosabbá tegyék, amely “megszépítette” őket. A legendák szerint, zűrös időkben a király itt tartotta kincseit. Első európaiként William Bligh angol tengerésztiszt látogatott a szigetre 1789-ben.
1904-ben a család az atollt Dr. Johnston Walter Williamsnek, Tahiti egyetlen fogorvosának adta. Williams később Anglia konzulja lett 1916 és 1935 között.
Az orvos itt is élt, gondozta Tetiaroát és koprát termesztett.
1960-ban Marlon Brando “fedezte fel” Tetiaroát, amikor a Lázadás a Bountyn című filmhez kerestek helyszíneket. Miután a filmet Tahitin és Mooreán leforgatták, Brando felbérelt egy helyi halászt, hogy vigye el Tetiaroára. 1994-es önéletrajzában (Songs My Mother Taught Me) így áradozik a szigetről: “pompásabb volt, mint bármi, amire számítottam”.
Brando végül megvásárolta a motukat Dr. Williams közvetlen leszármazottaitól (Mrs. Duran). A zátony és a lagúna Francia Polinéziához tartozik. (Mr. Williams és felesége a Rimatuu motun vannak eltemetve). 1966-ban Brando több mint 200 000 amerikai dollárért vásárolta meg a motuk többségét. A maradék motut 1967-ben vásárolta meg 70 000 dollárért. Meg kellett küzdenie a politikával és a helyi lakosok rosszallásával is a vásárláskor. Sok-sok fontos régészeti helyszínt azonosítottak Tetiaroán. Történelmi jelentősége miatt Tetiaroa a francia polinéziai kormány és az emberek a jövőben is fejlesztéseket kívánnak végrehajtani a területen.
Brando letelepedési szándékkal kis falut építtetett az Onetahi motun 1970-ben. Ehhez készült egy kis leszállópálya, hogy ne kelljen a korallzátonyt megnyitni. Készült 12 egyszerű bungaló, egy konyha bódé, egy étkező és egy bár. Mindent helyi anyagokból készítettek - kókusz pálma, nádfedeles tető, még a mosdótálak is hatalmas kagylókból készültek. A faluban fogadott barátokat, családtagokat és tudósokat, akik az atoll ökológiáját és történetét kutatták.
Az évek során Brando a lehető legtöbb időt a szigeten töltötte, mintegy menedékként a forgatagos Hollywood élet zajától. Végül a faluból egy szerény hotel lett, amelyet tahiti felesége, Tarita Teriipia igazgatott, aki a Lázadás a Bountyn című 1962-es filmjében volt a szerelme.  A hotel több mint 25 évig működött, még azután is, hogy Brando elhagyta Francia Polinéziát és visszatért Los Angelesbe.
2002-ben, Brando halála előtt két évvel, a színész aláírt egy új végakaratot, amelyben nem rendelkezett Tetiaroa felett. 2004-ben bekövetkezett halála után a terület intézői a jogokat a Pacific Beachcomber cégre hagyták, amely Francia Polinéziában több hotel birtokosa.

## Tetiaroa jövője
A TetiaroaPacific Beachcomber cég 2009-ben kezdett fejlesztésekbe Tetiaroán. Az építkezés első szakaszában felújították a kifutópályát, hogy megfeleljen a jelenlegi repülési szabályzatoknak. Építettek egy kikötőt a zátonyokhoz, hogy a szigetre való szállítmányozás könnyebb legyen az óceán felől a lagúna belsejébe. Ha az építkezések 2013-ban befejeződnek, akkor az Onetahi motun lesz egy luxus öko-hotel (The Brando), egy spa, egy kutatóállomás, személyzeti falu és egy magánrepülőtér.
Számtalan megújuló energiaforrást használnak - napelem, bioüzemanyag generátor és tengervíz légkondicionálás (SWAC)), újító szennyvízkezelés. Az egész üdülőt megpróbálják a környezettel harmonikussá tenni úgy, hogy önellátó és környezetbarát legyen.